# Brechmoidion separatum
Brechmoidion separatum är en skalbaggsart som beskrevs av Martins och Maria Helena M. Galileo 2007. Brechmoidion separatum ingår i släktet Brechmoidion och familjen långhorningar. Inga underarter finns listade.